# Jiří Holubec
Jiří Holubec (Jilemnice, 3 marzo 1966) è un allenatore di biathlon ed ex biatleta ceco. Fino alla dissoluzione della Cecoslovacchia (1993) gareggiò per la
nazionale cecoslovacca.

## Biografia

### Carriera sciistica
In Coppa del Mondo ottenne il primo risultato di rilievo il 23 gennaio 1986 a Feistritz an der Drau (52°) e come migliori piazzamenti due sesti posti.
In carriera prese parte a quattro edizioni dei Giochi olimpici invernali, Calgary 1988 (28° nella sprint, 32° nell'individuale, 11° nella staffetta), Albertville 1992 (23° nella sprint, 15° nell'individuale, 7° nella staffetta) Lillehammer 1994 (29° nella sprint, 17° nell'individuale, 12° nella staffetta) e Nagano 1998 (34° nell'individuale, 14° nella staffetta), e a otto dei Campionati mondiali, vincendo due medaglie.

### Carriera da allenatore
Dopo il ritiro è diventato allenatore dei biatleti nei quadri della nazionale ceca.

## Palmarès

### Mondiali
- 2 medaglie:
  - 2 argenti (gara a squadre a Minsk/Oslo/Kontiolahti 1990; gara a squadre[2] ad Anterselva 1995)